# Kepler-41
Kepler-41, conosciuta anche con la precedente denominazione di KOI-196, è una stella situata nella costellazione del Cigno, distante circa 2380 anni luce dal sistema solare, attorno alla quale, nel 2011, è stato scoperto un pianeta extrasolare in orbita attorno a essa.
Kepler-41 è una nana gialla molto simile al Sole, avendo una massa, un raggio e una temperatura superficiale appena inferiori a quelli del Sole. Pare più vecchia, con un'età stimata in oltre 7 miliardi di anni, anche se il margine d'errore è piuttosto alto, e l'età potrebbe essere compresa tra 4 e oltre 10 miliardi di anni.

## Pianeta
Il pianeta, Kepler-41 b, è stato scoperto tramite la missione Kepler il 29 luglio 2011, con il metodo del transito. Si tratta di un gioviano caldo che orbita ad appena 0,031 UA dalla stella madre, in un periodo di soli 1,86 giorni. Ha una massa circa la metà di quella di Giove e un raggio che è del 29% superiore a quello del gigante gassoso del sistema solare. Data la vicinanza alla stella è molto caldo, con una temperatura di equilibrio di circa 1800 K.
Sotto, un prospetto del sistema di Kepler-41.
| Pianeta | Tipo            | Massa   | Raggio  | Periodo orb.   | Sem. maggiore | Scoperta |
| ------- | --------------- | ------- | ------- | -------------- | ------------- | -------- |
| b       | Gigante gassoso | 0,56 MJ | 1,29 RJ | 1,85556 giorni | 0,031 UA      | 2011     |